# 恋の一夜
『恋の一夜』（こいのいちや、原題・英語: One Night of Love）は、1934年に製作・公開されたアメリカ合衆国の映画である。

## 概要
メトロポリタン歌劇場で活躍していたソプラノ歌手グレース・ムーアが主演し、ヴィクター・シャーツィンガーが監督した。ムーアの映画出演は1930年のメトロ・ゴールドウィン・メイヤー（MGM）における二作への出演より四年ぶりとなった。

## キャスト
- メアリー・バレット：グレース・ムーア
- ジュリオ・モンテヴェルディ：トゥリオ・カルミナティ
- ビル・ヒューストン：ライル・タルボット
- ラリー：モナ・バリー
- アンジェリーナ：ジェシー・ラルフ

## スタッフ
- 監督/音楽：ヴィクター・シャーツィンガー
- 製作：ハリー・コーン
- 脚本：S・K・ローレン、ジェームズ・ガウ、エドマンド・H・ノース
- 撮影：ジョセフ・ウォーカー
- 編集：ジーン・ミルフォード
- 衣裳：ロバート・カロック

## 劇中劇
- 『カルメン』：メアリー（グレース・ムーア）がタイトルロールに扮して歌う
- 『蝶々夫人』：メアリーがタイトルロールに扮して歌う

## アカデミー賞受賞・ノミネーション
- 受賞
  - 作曲賞：ルイス・シルヴァース
  - 録音賞：ジョン・P・リヴァダリー
- ノミネーション
  - 作品賞
  - 監督賞：ヴィクター・シャーツィンガー
  - 主演女優賞：グレース・ムーア
  - 編集賞：ジーン・ミルフォード